# Joana de Flandres
Joana de Flandres es la segunda ópera del compositor brasileño Antônio Carlos Gomes, con libreto de Salvador de Mendonça. La obra se estrenó el 15 de septiembre de 1863 en el Teatro Municipal de Río de Janeiro, con el barítono Luigi Walter en el reparto. Tras este trabajo, el Emperador decide enviar a Gomes a perfeccionar su formación a Italia. La ópera no volvió a ser escenificada hasta 2005.
La obra está basada en la vida de Juana de Constantinopla.  La acción tiene lugar en la época de las Cruzadas. Balduino, conde de Flandes, se da por desaparecido en Tierra Santa. Durante su ausencia, es su hija Joana gobierna. Un día aparece un trovador en la corte: Raúl de Mauleón. Joana se enamora de él, lo honra con honores y vive con él escandalosamente durante diez años. Al comienzo de la ópera, ella lo toma como esposo, ceñiéndolo con la corona de los condes de Flandes. Sin embargo, los flamencos, conscientes de que Balduino no ha muerto y está en Flandes disfrazado de peregrino, juran dar sus vidas para devolverlo al poder. La corte está reunida para proclamar a Raúl como el nuevo Señor de Flandes, pero Balduino aparece y se revela públicamente. Mientras reconoce a su padre, Joana, para no perder su corona y por miedo a que no le guste su amante, lo llama un impostor. El fiel Humberto pide que el juicio pendiente sea resuelto por Dios, lo cual es aceptado por todos. En el segundo acto, Balduino está arrestado y encadenado por desnaturalizada hija. Joana lo busca en la cárcel, proponiéndole salvar su vida si confiesa en un documento que es un impostor y renuncia al trono de Flandes. Al principio se niega; pensando en el destino de su otra hija, duda, pero finalmente no acepta. Mientras tanto, el arrepentido Raúl intenta sin éxito interceder con Joana para que no ejecute a su padre. Se escuchan cornetas y vítores de la gente. Joana cree que ha llegado su momento, pero la gente aclama a Balduino. Raúl aprovecha el momento y apuñala a Joana. Balduino entra con sus hombres; Se postra ante la hija muerta a quien pretendía salvar, porque la había perdonado. En ese momento, Raúl exclama: "No puedes salvarla o castigarla, eres soberano y padre".